# Polo aquático no Campeonato Mundial de Esportes Aquáticos de 2023 - Torneio masculino

O torneio masculino de polo aquático no Campeonato Mundial de Esportes Aquáticos de 2023 fora realizado entre os dias 17 e 29 de julho de 2023 na Marine Messe Fukuoka em Fukuoka, no Japão. Esta será a vigésima edição deste evento, tendo participado em todas as edições desde 1973. Ao todo, 16 Comitês Olímpicos Nacionais qualificaram-se ao evento. A Seleção Húngara conquistou seu tetracampeonato mundial após derrotar a Seleção Grega. 

## Calendário
Todos os horários estão na Hora Legal Japonesa (UTC+09).
| Data        | Horário | Evento                                     |
| ----------- | ------- | ------------------------------------------ |
| 16 de Julho | 09:00   | Fase de grupos                             |
| 17 de Julho | 09:00   | Fase de grupos                             |
| 18 de Julho | 09:00   | Fase de grupos                             |
| 19 de Julho | 09:00   | Fase de grupos                             |
| 20 de Julho | 09:00   | Fase de grupos                             |
| 21 de Julho | 09:00   | Fase de grupos                             |
| 22 de Julho | 09:00   | Repescagem/Partidas de classificação       |
| 23 de Julho | 09:00   | Repescagem/Partidas de classificação       |
| 24 de Julho | 09:00   | Quartas de final/Partidas de classificação |
| 25 de Julho | 09:00   | Quartas de final/Partidas de classificação |
| 26 de Julho | 09:00   | Semifinais/Partidas de classificação       |
| 27 de Julho | 09:00   | Semifinais/Partidas de classificação       |
| 29 de Julho | 11:30   | Final masculina                            |

## Qualificação
A Seleção Brasileira de Polo Aquático Masculino havia sido classificada ao torneio. Todavia, em uma nota oficial, a Confederação Brasileira de Desportos Aquáticos afirmou que o planejamento da modalidade não incluía a disputa do Campeonato Mundial, portanto, as seleções dedicar-se-iam ao treinamento visando a classificação olímpica a partir dos Jogos Pan-Americanos de 2023.
| Evento                                           | Datas                                 | Sede         | Vagas | Qualificados                        |
| ------------------------------------------------ | ------------------------------------- | ------------ | ----- | ----------------------------------- |
| País sede                                        | —                                     | —            | 1     | Japão                               |
| World League de 2022                             | 8 de Janeiro – 27 de Julho de 2022    | Strasbourg   | 2     | Itália · Estados Unidos             |
| Campeonato Mundial de Esportes Aquáticos de 2022 | 21 de Junho – 3 de Julho de 2022      | Budapest     | 4     | Espanha · Grécia · Croácia · Sérvia |
| Campeonato Europeu de 2022                       | 29 de Agosto – 10 de Setembro de 2022 | Split        | 3     | Hungria · França · Montenegro       |
| Campeonato Asiático de 2022                      | 7–14 de Setembro de 2022              | Samut Prakan | 2     | China · Cazaquistão                 |
| Copa de Polo Aquático da UANA de 2023            | Abril 2023                            | Bauru        | 2     | Canadá · Brasil · Argentina         |
| Repescagem africana                              | —                                     | —            | 1     | África do Sul                       |
| Repescagem oceânica                              | —                                     | —            | 1     | Austrália                           |
| Total                                            |                                       |              | 16    |                                     |

.

## Medalhistas
| Ouro | Prata | Bronze |
| Hungria · Márton Lévai · Dániel Angyal · Krisztián Manhercz · Zoltán Pohl · Márton Vámos · Ádám Nagy · Gergő Zalánk · Gergő Fekete · Toni Német · Dénes Varga · Szilárd Jansik · Vendel Vigvári · Soma Vogel · Erik Molnár · Vince Vigvári | Grécia · Emmanouil Zerdevas · Konstantinos Genidounias · Dimitrios Skoumpakis · Efstathios Kalogeropoulos · Ioannis Fountoulis · Alexandros Papanastasiou · Georgios Dervisis · Stylianos Argyropoulos · Dimitrios Nikolaidis · Konstantinos Kakaris · Ioannis Alafragkis · Konstantinos Gkiouvetsis · Panagiotis Tzortzatos · Nikolaos Gkillas · Aristeidis Chalyvopoulos | Espanha · Unai Aguirre · Alberto Munárriz · Álvaro Granados · Bernat Sanahuja · Miguel del Toro · Marc Larumbe · Martin Famera · Sergi Cabanas · Roger Tahull · Felipe Perrone · Blai Mallarach · Alejandro Bustos · Eduardo Lorrio · Alberto Barroso · Fran Valera · |

## Formato da competição
O torneio consiste em duas fases, contendo: fase de grupos, repescagem, quartas de final, semifinal e final. Na primeira fase, ou fase de grupos, os 16 CONs são divididos em quatro grupos contendo cada uma quatro seleções, que enfrentam-se uma única vez, a primeira colocada, classifica-se direto às quartas de final; por sua vez, a segunda e terceiras colocadas, avançam até a repescagem.
Nesta segunda fase, as seleções realizam partidas eliminatórias alternadas, a segunda colocada de determinado grupo, enfrenta a terceira de outro e assim sucessivamente definindo as vencedores que classificam-se às quartas de final e assim a competição continua até a semifinal e por conseguinte, final. Todavia, para definir a colocação de cada uma, são realizadas partidas de rque definem desde a décima quinta posição até a quarta.

## Sorteio
O sorteio foi realizado em 18 de abril de 2023.

### Chaveamento
Os potes foram anunciados em 12 de abril de 2023.
| Pote 1                              | Pote 2                                     | Pote 3                                      | Pote 4                                      |
| ----------------------------------- | ------------------------------------------ | ------------------------------------------- | ------------------------------------------- |
| Espanha · Grécia · Croácia · Itália | Sérvia · Estados Unidos · Canadá · Hungria | Argentina · Montenegro · França · Austrália | África do Sul · Japão · China · Cazaquistão |

Este sorteio resultara nos seguintes grupos:
| Grupo A        | Grupo B | Grupo C   | Grupo D       |
| -------------- | ------- | --------- | ------------- |
| Estados Unidos | China   | Croácia   | África do Sul |
| Austrália      | França  | Hungria   | Sérvia        |
| Cazaquistão    | Canadá  | Argentina | Montenegro    |
| Grécia         | Itália  | Japão     | Espanha       |

## Primeira fase
Todos as partidas estão na Hora Legal Japonesa (UTC+09).

### Grupo A
| Pos. | Seleção        | J | V | E | D | GM | GS | SG  | Pts | Qualificação     |
| ---- | -------------- | - | - | - | - | -- | -- | --- | --- | ---------------- |
| 1.   | Grécia         | 3 | 3 | 0 | 0 | 46 | 25 | +21 | 9   | Quartas de final |
| 2.   | Estados Unidos | 3 | 2 | 0 | 1 | 0  | 0  | +20 | 6   | Playoffs         |
| 3.   | Austrália      | 3 | 1 | 0 | 2 | 0  | 0  | +4  | 3   | Playoffs         |
| 4.   | Cazaquistão    | 3 | 0 | 0 | 3 | 0  | 0  | 0   | 0   |                  |

| 17 de julho de 2023 09:00 | Súmula | Cazaquistão                                | 5–18 | Estados Unidos | Marine Messe Fukuoka, Fukuoka Árbitros: Chisato Kurosaki (JPN) David Gómez (ESP) |
| 17 de julho de 2023 09:00 | Súmula | Pontuação por períodos: 1-5, 4-4, 0-4, 0-5 |      |                | Marine Messe Fukuoka, Fukuoka Árbitros: Chisato Kurosaki (JPN) David Gómez (ESP) |
| 17 de julho de 2023 09:00 | Súmula | Markovich 3                                | Gols | Abramson 5     | Marine Messe Fukuoka, Fukuoka Árbitros: Chisato Kurosaki (JPN) David Gómez (ESP) |

| 17 de julho de 2023 10:30 | Súmula | Austrália                                  | 9–13 | Grécia         | Marine Messe Fukuoka, Fukuoka Árbitros: Adrian-Tiberiu Alexandrescu (ROU) Veselin Mišković (MNE) |
| 17 de julho de 2023 10:30 | Súmula | Pontuação por períodos: 2–2, 1–3, 3–3, 3–5 |      |                | Marine Messe Fukuoka, Fukuoka Árbitros: Adrian-Tiberiu Alexandrescu (ROU) Veselin Mišković (MNE) |
| 17 de julho de 2023 10:30 | Súmula | Power 4                                    | Gols | Argyropoulos 3 | Marine Messe Fukuoka, Fukuoka Árbitros: Adrian-Tiberiu Alexandrescu (ROU) Veselin Mišković (MNE) |

| 19 de julho de 2023 19:00 | Súmula | Grécia                                     | 18–2 | Cazaquistão       | Marine Messe Fukuoka, Fukuoka Árbitros: Raffaele Colombo (ITA) Germán Moller (ARG) |
| 19 de julho de 2023 19:00 | Súmula | Pontuação por períodos: 6–1, 5–0, 4–1, 3–0 |      |                   | Marine Messe Fukuoka, Fukuoka Árbitros: Raffaele Colombo (ITA) Germán Moller (ARG) |
| 19 de julho de 2023 19:00 | Súmula | três jogadores 3                           | Gols | Akhmetov, Ruday 1 | Marine Messe Fukuoka, Fukuoka Árbitros: Raffaele Colombo (ITA) Germán Moller (ARG) |

| 19 de julho de 2023 20:30 | Súmula | Estados Unidos | 16–8 | Austrália          | Marine Messe Fukuoka, Fukuoka Árbitros: Boris Margeta (SLO) Vojin Putniković (SRB) |
| 19 de julho de 2023 20:30 | Súmula | Daube 5        | Gols | Pavillard, Power 3 | Marine Messe Fukuoka, Fukuoka Árbitros: Boris Margeta (SLO) Vojin Putniković (SRB) |

| 21 de julho de 2023 16:00 | Súmula | Estados Unidos                             | 14–15 | Grécia                       | Marine Messe Fukuoka, Fukuoka Árbitros: Boris Margeta (SLO) Frank Ohme (GER) |
| 21 de julho de 2023 16:00 | Súmula | Pontuação por períodos: 3–3, 6–1, 2–4, 3–7 |       |                              | Marine Messe Fukuoka, Fukuoka Árbitros: Boris Margeta (SLO) Frank Ohme (GER) |
| 21 de julho de 2023 16:00 | Súmula | Irving 6                                   | Gols  | Genidounias, Papanastasiou 4 | Marine Messe Fukuoka, Fukuoka Árbitros: Boris Margeta (SLO) Frank Ohme (GER) |

| 21 de julho de 2023 17:30 | Súmula | Austrália                                  | 22–6 | Cazaquistão | Marine Messe Fukuoka, Fukuoka Árbitros: Tamás Kovács-Csatlós (HUN) David Gómez (ESP) |
| 21 de julho de 2023 17:30 | Súmula | Pontuação por períodos: 7–2, 3–0, 4–2, 8–2 |      |             | Marine Messe Fukuoka, Fukuoka Árbitros: Tamás Kovács-Csatlós (HUN) David Gómez (ESP) |
| 21 de julho de 2023 17:30 | Súmula | Negus, Poot 4                              | Gols | Artyukh 2   | Marine Messe Fukuoka, Fukuoka Árbitros: Tamás Kovács-Csatlós (HUN) David Gómez (ESP) |

### Grupo B
| Pos. | Seleção | J | V | E | D | GM | GS | SG  | Pts | Qualificação     |
| ---- | ------- | - | - | - | - | -- | -- | --- | --- | ---------------- |
| 1.   | Itália  | 3 | 3 | 0 | 0 | 55 | 17 | +38 | 9   | Quartas de final |
| 2.   | França  | 3 | 2 | 0 | 1 | 38 | 32 | +6  | 6   | Playoffs         |
| 3.   | Canadá  | 3 | 1 | 0 | 2 | 30 | 49 | −19 | 3   | Playoffs         |
| 4.   | China   | 3 | 0 | 0 | 3 | 23 | 48 | −25 | 0   |                  |

| 17 de julho de 2023 12:00 | Súmula | Canadá                                     | 13–10 | China  | Marine Messe Fukuoka, Fukuoka Árbitros: Tamás Kovács-Csatlós (HUN) Nenad Peris (CRO) |
| 17 de julho de 2023 12:00 | Súmula | Pontuação por períodos: 4–0, 3–6, 4–4, 2–0 |       |        | Marine Messe Fukuoka, Fukuoka Árbitros: Tamás Kovács-Csatlós (HUN) Nenad Peris (CRO) |
| 17 de julho de 2023 12:00 | Súmula | Constantin-Bicari, Gardijan 3              | Gols  | Peng 4 | Marine Messe Fukuoka, Fukuoka Árbitros: Tamás Kovács-Csatlós (HUN) Nenad Peris (CRO) |

| 17 de julho de 2023 13:30 | Súmula | França                                     | 6–13 | Itália     | Marine Messe Fukuoka, Fukuoka Árbitros: Vojin Putniković (SRB) Michiel Zwartt (NED) |
| 17 de julho de 2023 13:30 | Súmula | Pontuação por períodos: 3–2, 2–3, 0–3, 1–5 |      |            | Marine Messe Fukuoka, Fukuoka Árbitros: Vojin Putniković (SRB) Michiel Zwartt (NED) |
| 17 de julho de 2023 13:30 | Súmula | Crousillat, Khasz 2                        | Gols | Fondelli 4 | Marine Messe Fukuoka, Fukuoka Árbitros: Vojin Putniković (SRB) Michiel Zwartt (NED) |

| 19 de julho de 2023 09:00 | Súmula | Itália                                     | 24–6 | Canadá              | Marine Messe Fukuoka, Fukuoka Árbitros: Tamás Kovács-Csatlós (HUN) David Gómez (ESP) |
| 19 de julho de 2023 09:00 | Súmula | Pontuação por períodos: 6–0, 4–2, 8–4, 6–0 |      |                     | Marine Messe Fukuoka, Fukuoka Árbitros: Tamás Kovács-Csatlós (HUN) David Gómez (ESP) |
| 19 de julho de 2023 09:00 | Súmula | três jogadores 4                           | Gols | Constantin-Bicari 3 | Marine Messe Fukuoka, Fukuoka Árbitros: Tamás Kovács-Csatlós (HUN) David Gómez (ESP) |

| 19 de julho de 2023 10:30 | Súmula | China                                      | 8–17 | França     | Marine Messe Fukuoka, Fukuoka Árbitros: Michiel Zwartt (NED) Veselin Mišković (MNE) |
| 19 de julho de 2023 10:30 | Súmula | Pontuação por períodos: 1–4, 4–6, 0–4, 3–3 |      |            | Marine Messe Fukuoka, Fukuoka Árbitros: Michiel Zwartt (NED) Veselin Mišković (MNE) |
| 19 de julho de 2023 10:30 | Súmula | Chen R., Xie 2                             | Gols | Marzouki 4 | Marine Messe Fukuoka, Fukuoka Árbitros: Michiel Zwartt (NED) Veselin Mišković (MNE) |

| 21 de julho de 2023 19:00 | Súmula | China                                      | 5–18 | Itália               | Marine Messe Fukuoka, Fukuoka Árbitros: Veselin Mišković (MNE) Germán Moller (ARG) |
| 21 de julho de 2023 19:00 | Súmula | Pontuação por períodos: 2–2, 1–7, 2–6, 0–3 |      |                      | Marine Messe Fukuoka, Fukuoka Árbitros: Veselin Mišković (MNE) Germán Moller (ARG) |
| 21 de julho de 2023 19:00 | Súmula | Chen Z. 2                                  | Gols | Condemi, Di Fulvio 4 | Marine Messe Fukuoka, Fukuoka Árbitros: Veselin Mišković (MNE) Germán Moller (ARG) |

| 21 de julho de 2023 20:30 | Súmula | França                                     | 15–11 | Canadá           | Marine Messe Fukuoka, Fukuoka Árbitros: Nenad Peris (CRO) Vojin Putniković (SRB) |
| 21 de julho de 2023 20:30 | Súmula | Pontuação por períodos: 5–4, 5–3, 3–2, 2–2 |       |                  | Marine Messe Fukuoka, Fukuoka Árbitros: Nenad Peris (CRO) Vojin Putniković (SRB) |
| 21 de julho de 2023 20:30 | Súmula | três jogadores 3                           | Gols  | três jogadores 3 | Marine Messe Fukuoka, Fukuoka Árbitros: Nenad Peris (CRO) Vojin Putniković (SRB) |

### Grupo C
| Pos. | Seleção   | J | V | E | D | GM | GS | SG  | Pts | Qualificação     |
| ---- | --------- | - | - | - | - | -- | -- | --- | --- | ---------------- |
| 1.   | Croácia   | 3 | 3 | 0 | 0 | 49 | 31 | +18 | 9   | Quartas de final |
| 2.   | Hungria   | 3 | 2 | 0 | 1 | 51 | 29 | +22 | 6   | Playoffs         |
| 3.   | Japão (H) | 3 | 1 | 0 | 2 | 40 | 42 | −2  | 3   | Playoffs         |
| 4.   | Argentina | 3 | 0 | 0 | 3 | 27 | 65 | −38 | 0   |                  |

| 17 de julho de 2023 16:00 | Súmula | Argentina                                  | 5–24 | Croácia   | Marine Messe Fukuoka, Fukuoka Árbitros: David Couper (NZL) Jennifer McCall (USA) |
| 17 de julho de 2023 16:00 | Súmula | Pontuação por períodos: 2–8, 1–4, 0–7, 2–5 |      |           | Marine Messe Fukuoka, Fukuoka Árbitros: David Couper (NZL) Jennifer McCall (USA) |
| 17 de julho de 2023 16:00 | Súmula | cinco jogadores 1                          | Gols | Marinić 5 | Marine Messe Fukuoka, Fukuoka Árbitros: David Couper (NZL) Jennifer McCall (USA) |

| 17 de julho de 2023 17:30 | Súmula | Hungria                                    | 16–8 | Japão            | Marine Messe Fukuoka, Fukuoka Árbitros: Zhang Liang (CHN) Nicola Johnson (AUS) |
| 17 de julho de 2023 17:30 | Súmula | Pontuação por períodos: 4–4, 3–2, 3–1, 6–1 |      |                  | Marine Messe Fukuoka, Fukuoka Árbitros: Zhang Liang (CHN) Nicola Johnson (AUS) |
| 17 de julho de 2023 17:30 | Súmula | Jansik, Zalánki 4                          | Gols | Suzuki, Takata 2 | Marine Messe Fukuoka, Fukuoka Árbitros: Zhang Liang (CHN) Nicola Johnson (AUS) |

| 19 de julho de 2023 12:00 | Súmula | Croácia                                    | 10–12 | Hungria   | Marine Messe Fukuoka, Fukuoka Árbitros: Adrian-Tiberiu Alexandrescu (ROU) Frank Ohme (GER) |
| 19 de julho de 2023 12:00 | Súmula | Pontuação por períodos: 1–3, 2–2, 3-3, 4-4 |       |           | Marine Messe Fukuoka, Fukuoka Árbitros: Adrian-Tiberiu Alexandrescu (ROU) Frank Ohme (GER) |
| 19 de julho de 2023 12:00 | Súmula | três jogadores' 2                          | Gols  | Zalánki 3 | Marine Messe Fukuoka, Fukuoka Árbitros: Adrian-Tiberiu Alexandrescu (ROU) Frank Ohme (GER) |

| 19 de julho de 2023 13:30 | Súmula | Japão                                      | 20–9 | Argentina | Marine Messe Fukuoka, Fukuoka Árbitros: Zhang Liang (CHN) Darren Spiritsanto (USA) |
| 19 de julho de 2023 13:30 | Súmula | Pontuação por períodos: 6–1, 4–2, 4–2, 6-4 |      |           | Marine Messe Fukuoka, Fukuoka Árbitros: Zhang Liang (CHN) Darren Spiritsanto (USA) |
| 19 de julho de 2023 13:30 | Súmula | Watanabe 5                                 | Gols | Martino 3 | Marine Messe Fukuoka, Fukuoka Árbitros: Zhang Liang (CHN) Darren Spiritsanto (USA) |

| 21 de julho de 2023 10:30 | Súmula | Hungria                                    | 21–13 | Argentina         | Marine Messe Fukuoka, Fukuoka Árbitros: Zhang Liang (CHN) Alessia Ferrari (ITA) |
| 21 de julho de 2023 10:30 | Súmula | Pontuação por períodos: 7–1, 5–4, 4–4, 5–4 |       |                   | Marine Messe Fukuoka, Fukuoka Árbitros: Zhang Liang (CHN) Alessia Ferrari (ITA) |
| 21 de julho de 2023 10:30 | Súmula | Vigvári 4                                  | Gols  | Camnasio, Corsi 3 | Marine Messe Fukuoka, Fukuoka Árbitros: Zhang Liang (CHN) Alessia Ferrari (ITA) |

| 21 de julho de 2023 09:00 | Súmula | Croácia                                    | 17–12 | Japão    | Marine Messe Fukuoka, Fukuoka Árbitros: Georgios Stavridis (GRE) Michiel Zwartt (NED) |
| 21 de julho de 2023 09:00 | Súmula | Pontuação por períodos: 4–3, 3-3, 8–3, 2–3 |       |          | Marine Messe Fukuoka, Fukuoka Árbitros: Georgios Stavridis (GRE) Michiel Zwartt (NED) |
| 21 de julho de 2023 09:00 | Súmula | Kharkov 4                                  | Gols  | Adachi 4 | Marine Messe Fukuoka, Fukuoka Árbitros: Georgios Stavridis (GRE) Michiel Zwartt (NED) |

### Grupo D
| Pos. | Seleção       | J | V | PSW | PSL | D | GM | GS | SG  | Pts | Qualificação     |
| ---- | ------------- | - | - | --- | --- | - | -- | -- | --- | --- | ---------------- |
| 1.   | Espanha       | 3 | 0 | 0   | 0   | 0 | 54 | 27 | +27 | 9   | Quartas de final |
| 2.   | Sérvia        | 3 | 1 | 1   | 0   | 1 | 61 | 36 | +25 | 4   | Playoffs         |
| 3.   | Montenegro    | 3 | 1 | 0   | 1   | 1 | 57 | 38 | +19 | 3   | Playoffs         |
| 4.   | África do Sul | 3 | 0 | 0   | 0   | 3 | 21 | 92 | −71 | 0   |                  |

| 17 de julho de 2023 19:00 | Súmula | Montenegro                                   | 35–10 | África do Sul      | Marine Messe Fukuoka, Fukuoka Árbitros: Sebastien Dervieux (FRA) Georgios Stavridis (GRE) |
| 17 de julho de 2023 19:00 | Súmula | Pontuação por períodos: 6–1, 10–0, 9–5, 10–4 |       |                    | Marine Messe Fukuoka, Fukuoka Árbitros: Sebastien Dervieux (FRA) Georgios Stavridis (GRE) |
| 17 de julho de 2023 19:00 | Súmula | Radović 7                                    | Gols  | quatro jogadores 2 | Marine Messe Fukuoka, Fukuoka Árbitros: Sebastien Dervieux (FRA) Georgios Stavridis (GRE) |

| 17 de julho de 2023 20:30 | Súmula | Sérvia                                     | 14–16 | Espanha    | Marine Messe Fukuoka, Fukuoka Árbitros: Boris Margeta (SLO) Raffaele Colombo (ITA) |
| 17 de julho de 2023 20:30 | Súmula | Pontuação por períodos: 2–3, 3–5, 5–5, 4–3 |       |            | Marine Messe Fukuoka, Fukuoka Árbitros: Boris Margeta (SLO) Raffaele Colombo (ITA) |
| 17 de julho de 2023 20:30 | Súmula | Rašović 6                                  | Gols  | Granados 5 | Marine Messe Fukuoka, Fukuoka Árbitros: Boris Margeta (SLO) Raffaele Colombo (ITA) |

| 19 de julho de 2023 16:00 | Súmula | Espanha                                    | 11–7 | Montenegro | Marine Messe Fukuoka, Fukuoka Árbitros: Georgios Stavridis (GRE) Sebastien Dervieux (FRA) |
| 19 de julho de 2023 16:00 | Súmula | Pontuação por períodos: 2–2, 3–2, 4–2, 2–1 |      |            | Marine Messe Fukuoka, Fukuoka Árbitros: Georgios Stavridis (GRE) Sebastien Dervieux (FRA) |
| 19 de julho de 2023 16:00 | Súmula | Perrone 5                                  | Gols | Đurđić 2   | Marine Messe Fukuoka, Fukuoka Árbitros: Georgios Stavridis (GRE) Sebastien Dervieux (FRA) |

| 19 de julho de 2023 17:30 | Súmula | África do Sul                              | 5–30 | Sérvia            | Marine Messe Fukuoka, Fukuoka Árbitros: David Couper (NZL) Chisato Kurosaki (JPN) |
| 19 de julho de 2023 17:30 | Súmula | Pontuação por períodos: 1–8, 1–9, 1–7, 2–6 |      |                   | Marine Messe Fukuoka, Fukuoka Árbitros: David Couper (NZL) Chisato Kurosaki (JPN) |
| 19 de julho de 2023 17:30 | Súmula | Laurenson 2                                | Gols | Jakšić, Rašović 6 | Marine Messe Fukuoka, Fukuoka Árbitros: David Couper (NZL) Chisato Kurosaki (JPN) |

| 21 de julho de 2023 12:00 | Súmula | África do Sul                              | 6–27 | Espanha  | Marine Messe Fukuoka, Fukuoka Árbitros: Sebastien Dervieux (FRA) Natalia Markopoulou (GRE) |
| 21 de julho de 2023 12:00 | Súmula | Pontuação por períodos: 2–8, 2–7, 2–8, 0–4 |      |          | Marine Messe Fukuoka, Fukuoka Árbitros: Sebastien Dervieux (FRA) Natalia Markopoulou (GRE) |
| 21 de julho de 2023 12:00 | Súmula | Badenhorst 2                               | Gols | Valera 5 | Marine Messe Fukuoka, Fukuoka Árbitros: Sebastien Dervieux (FRA) Natalia Markopoulou (GRE) |

| 21 de julho de 2023 13:30 | Súmula | Sérvia                                              | 17–15 | Montenegro | Marine Messe Fukuoka, Fukuoka Árbitros: Adrian-Tiberiu Alexandrescu (ROU) Darren Spiritsanto (USA) |
| 21 de julho de 2023 13:30 | Súmula | Pontuação por períodos: 3–6, 4–2, 2–3, 4–2 PEN: 4–2 |       |            | Marine Messe Fukuoka, Fukuoka Árbitros: Adrian-Tiberiu Alexandrescu (ROU) Darren Spiritsanto (USA) |
| 21 de julho de 2023 13:30 | Súmula | Vučinić 5                                           | Gols  | Matković 3 | Marine Messe Fukuoka, Fukuoka Árbitros: Adrian-Tiberiu Alexandrescu (ROU) Darren Spiritsanto (USA) |

## Segunda fase
Fase eliminatória
|  | Playoffs       | Playoffs      |                |        | Quartas-de-final | Quartas-de-final |   |  | Semifinal | Semifinal |  |  | Final | Final |
|  |                |               |                |        |                  |                  |   |  |           |           |  |  |       |       |
|  |                |               |                |        |                  |                  |   |  |           |           |  |  |       |       |
|  |                |               |                |        |                  |                  |   |  |           |           |  |  |       |       |
|  |                |               |                |        |                  |                  |   |  |           |           |  |  |       |       |
|  | 25 de julho    |               |                |        |                  |                  |   |  |           |           |  |  |       |       |
|  |                |               |                |        |                  |                  |   |  |           |           |  |  |       |       |
|  | Grécia         | 10            |                |        |                  |                  |   |  |           |           |  |  |       |       |
|  | Grécia         | 10            | 23 de julho    |        |                  |                  |   |  |           |           |  |  |       |       |
|  |                |               | Montenegro     | 9      |                  |                  |   |  |           |           |  |  |       |       |
|  | Croácia        | 12            | Montenegro     | 9      |                  |                  |   |  |           |           |  |  |       |       |
|  | Croácia        | 12            | 27 de julho    |        |                  |                  |   |  |           |           |  |  |       |       |
|  | Montenegro     | 13            |                |        |                  |                  |   |  |           |           |  |  |       |       |
|  | Montenegro     | 13            | Grécia         | 13     |                  |                  |   |  |           |           |  |  |       |       |
|  |                |               | Grécia         | 13     |                  |                  |   |  |           |           |  |  |       |       |
|  |                | Sérvia        | 7              |        |                  |                  |   |  |           |           |  |  |       |       |
|  |                | Sérvia        | 7              |        |                  |                  |   |  |           |           |  |  |       |       |
|  | 25 de julho    |               |                |        |                  |                  |   |  |           |           |  |  |       |       |
|  |                |               |                |        |                  |                  |   |  |           |           |  |  |       |       |
|  | Itália         | 11 (3)        |                |        |                  |                  |   |  |           |           |  |  |       |       |
|  | Itália         | 11 (3)        | 23 de julho    |        |                  |                  |   |  |           |           |  |  |       |       |
|  |                |               | Sérvia (PSO)   | 11 (4) |                  |                  |   |  |           |           |  |  |       |       |
|  | Japão          | 10            | Sérvia (PSO)   | 11 (4) |                  |                  |   |  |           |           |  |  |       |       |
|  | Japão          | 10            | 29 de julho    |        |                  |                  |   |  |           |           |  |  |       |       |
|  | Sérvia         | 16            |                |        |                  |                  |   |  |           |           |  |  |       |       |
|  | Sérvia         | 16            | Grécia         | 10 (3) |                  |                  |   |  |           |           |  |  |       |       |
|  |                |               | Grécia         | 10 (3) |                  |                  |   |  |           |           |  |  |       |       |
|  |                | Hungria (PSO) | 10 (4)         |        |                  |                  |   |  |           |           |  |  |       |       |
|  |                | Hungria (PSO) | 10 (4)         |        |                  |                  |   |  |           |           |  |  |       |       |
|  | 25 de julho    |               |                |        |                  |                  |   |  |           |           |  |  |       |       |
|  |                |               |                |        |                  |                  |   |  |           |           |  |  |       |       |
|  | Hungria        | 13            |                |        |                  |                  |   |  |           |           |  |  |       |       |
|  | Hungria        | 13            | 23 de julho    |        |                  |                  |   |  |           |           |  |  |       |       |
|  |                |               | Estados Unidos | 12     |                  |                  |   |  |           |           |  |  |       |       |
|  | Estados Unidos | 13            | Estados Unidos | 12     |                  |                  |   |  |           |           |  |  |       |       |
|  | Estados Unidos | 13            | 27 de julho    |        |                  |                  |   |  |           |           |  |  |       |       |
|  | Canadá         | 10            |                |        |                  |                  |   |  |           |           |  |  |       |       |
|  | Canadá         | 10            | Hungria        | 12     |                  |                  |   |  |           |           |  |  |       |       |
|  |                |               | Hungria        | 12     |                  |                  |   |  |           |           |  |  |       |       |
|  |                | Espanha       | 11             |        | Terceiro lugar   | Terceiro lugar   |   |  |           |           |  |  |       |       |
|  |                | Espanha       | 11             |        | Terceiro lugar   | Terceiro lugar   |   |  |           |           |  |  |       |       |
|  | 25 de julho    | 25 de julho   |                |        | 29 de julho      | 29 de julho      |   |  |           |           |  |  |       |       |
|  | 25 de julho    | 25 de julho   |                |        | 29 de julho      | 29 de julho      |   |  |           |           |  |  |       |       |
|  | Espanha        | 7             | Sérvia         | 6      |                  |                  |   |  |           |           |  |  |       |       |
|  | Espanha        | 7             | Sérvia         | 6      | 23 de julho      |                  |   |  |           |           |  |  |       |       |
|  |                |               | França         | 6      |                  | Espanha          | 9 |  |           |           |  |  |       |       |
|  | Austrália      | 8             | França         | 6      |                  | Espanha          | 9 |  |           |           |  |  |       |       |
|  | Austrália      | 8             |                |        |                  |                  |   |  |           |           |  |  |       |       |
|  | França         | 11            |                |        |                  |                  |   |  |           |           |  |  |       |       |
|  | França         | 11            |                |        |                  |                  |   |  |           |           |  |  |       |       |

5º lugar
|  | Semifinais           | Semifinais |             |        | 5º lugar | 5º lugar |
|  |                      |            |             |        |          |          |
|  | 27 de julho          |            |             |        |          |          |
|  |                      |            |             |        |          |          |
|  | Montenegro           | 6          |             |        |          |          |
|  | Montenegro           | 6          | 29 de julho |        |          |          |
|  | Itália               | 10         |             |        |          |          |
|  | Itália               | 10         | Itália      | 16     |          |          |
|  | 27 de julho          |            | Itália      | 16     |          |          |
|  |                      | França     | 9           |        |          |          |
|  | Estados Unidos       | França     | 9           | 13 (3) |          |          |
|  | Estados Unidos       |            |             | 13 (3) |          |          |
|  | França (PSO)         | 13 (5)     |             |        |          |          |
|  | França (PSO)         | 13 (5)     | 7º lugar    |        |          |          |
|  |                      |            |             |        |          |          |
|  | 29 de julho          |            |             |        |          |          |
|  |                      |            |             |        |          |          |
|  | Montenegro           | 12 (3)     |             |        |          |          |
|  | Montenegro           | 12 (3)     |             |        |          |          |
|  | Estados Unidos (PSO) | 12 (5)     |             |        |          |          |

9º lugar
|  | Semifinais  | Semifinais |             |    | 9º lugar | 9º lugar |
|  |             |            |             |    |          |          |
|  | 25 de julho |            |             |    |          |          |
|  |             |            |             |    |          |          |
|  | Canadá      | 5          |             |    |          |          |
|  | Canadá      | 5          | 27 de julho |    |          |          |
|  | Croácia     | 13         |             |    |          |          |
|  | Croácia     | 13         | Croácia     | 17 |          |          |
|  | 25 de julho |            | Croácia     | 17 |          |          |
|  |             | Austrália  | 10          |    |          |          |
|  | Austrália   | Austrália  | 10          | 16 |          |          |
|  | Austrália   |            |             | 16 |          |          |
|  | Japão       | 15         |             |    |          |          |
|  | Japão       | 15         | 11º lugar   |    |          |          |
|  |             |            |             |    |          |          |
|  | 27 de julho |            |             |    |          |          |
|  |             |            |             |    |          |          |
|  | Canadá      | 11         |             |    |          |          |
|  | Canadá      | 11         |             |    |          |          |
|  | Japão       | 23         |             |    |          |          |

13º lugar
|  | Semifinais    | Semifinais |             |    | 13º lugar | 13º lugar |
|  |               |            |             |    |           |           |
|  | 23 de julho   |            |             |    |           |           |
|  |               |            |             |    |           |           |
|  | Cazaquistão   | 12         |             |    |           |           |
|  | Cazaquistão   | 12         | 25 de julho |    |           |           |
|  | China         | 5          |             |    |           |           |
|  | China         | 5          | Cazaquistão | 7  |           |           |
|  | 23 de julho   |            | Cazaquistão | 7  |           |           |
|  |               | Argentina  | 11          |    |           |           |
|  | Argentina     | Argentina  | 11          | 15 |           |           |
|  | Argentina     |            |             | 15 |           |           |
|  | África do Sul | 6          |             |    |           |           |
|  | África do Sul | 6          | 15º lugar   |    |           |           |
|  |               |            |             |    |           |           |
|  | 25 de julho   |            |             |    |           |           |
|  |               |            |             |    |           |           |
|  | China         | 16         |             |    |           |           |
|  | China         | 16         |             |    |           |           |
|  | África do Sul | 8          |             |    |           |           |

### Playoffs
| 14:00 | Súmula | Estados Unidos                             | 13–10 | Canadá              | Marine Messe Fukuoka, Fukuoka Árbitros: Sebastien Dervieux (FRA) David Gómez (ESP) |
| 14:00 | Súmula | Pontuação por períodos: 3–1, 3–4, 2–1, 5–4 |       |                     | Marine Messe Fukuoka, Fukuoka Árbitros: Sebastien Dervieux (FRA) David Gómez (ESP) |
| 14:00 | Súmula | Daube 7                                    | Gols  | Constantin-Bicari 4 | Marine Messe Fukuoka, Fukuoka Árbitros: Sebastien Dervieux (FRA) David Gómez (ESP) |

| 15:30 | Súmula | Austrália                                  | 8–11 | França    | Marine Messe Fukuoka, Fukuoka Árbitros: Adrian-Tiberiu Alexandrescu (ROU) Darren Spiritsanto (USA) |
| 15:30 | Súmula | Pontuação por períodos: 0–4, 5–2, 2–4, 1–1 |      |           | Marine Messe Fukuoka, Fukuoka Árbitros: Adrian-Tiberiu Alexandrescu (ROU) Darren Spiritsanto (USA) |
| 15:30 | Súmula | Negus, Pavillard 2                         | Gols | Vernoux 4 | Marine Messe Fukuoka, Fukuoka Árbitros: Adrian-Tiberiu Alexandrescu (ROU) Darren Spiritsanto (USA) |

| 17:00 | Súmula | Croácia                                    | 12–13 | Montenegro          | Marine Messe Fukuoka, Fukuoka Árbitros: Boris Margeta (SLO) Michiel Zwartt (NED) |
| 17:00 | Súmula | Pontuação por períodos: 3–2, 0–3, 5–4, 4–4 |       |                     | Marine Messe Fukuoka, Fukuoka Árbitros: Boris Margeta (SLO) Michiel Zwartt (NED) |
| 17:00 | Súmula | Marinić Kragić 4                           | Gols  | Matković, Radović 4 | Marine Messe Fukuoka, Fukuoka Árbitros: Boris Margeta (SLO) Michiel Zwartt (NED) |

| 18:30 | Súmula | Japão                                      | 10–16 | Sérvia               | Marine Messe Fukuoka, Fukuoka Árbitros: Tamás Kovács-Csatlós (HUN) Veselin Mišković (MNE) |
| 18:30 | Súmula | Pontuação por períodos: 3–3, 2–3, 2–7, 3–3 |       |                      | Marine Messe Fukuoka, Fukuoka Árbitros: Tamás Kovács-Csatlós (HUN) Veselin Mišković (MNE) |
| 18:30 | Súmula | Inaba 4                                    | Gols  | Radulović, Rašović 3 | Marine Messe Fukuoka, Fukuoka Árbitros: Tamás Kovács-Csatlós (HUN) Veselin Mišković (MNE) |

### Quartas de final
| 15:00 | Súmula | Grécia                                     | 10–9 | Montenegro | Marine Messe Fukuoka, Fukuoka Árbitros: Boris Margeta (SLO) Tamás Kovács-Csatlós (HUN) |
| 15:00 | Súmula | Pontuação por períodos: 2–1, 4–3, 1–3, 3–2 |      |            | Marine Messe Fukuoka, Fukuoka Árbitros: Boris Margeta (SLO) Tamás Kovács-Csatlós (HUN) |
| 15:00 | Súmula | Genidounias 5                              | Gols | Radović 3  | Marine Messe Fukuoka, Fukuoka Árbitros: Boris Margeta (SLO) Tamás Kovács-Csatlós (HUN) |

| 16:30 | Súmula | Itália                                              | 14–15 | Sérvia    | Marine Messe Fukuoka, Fukuoka Árbitros: Michiel Zwartt (NED) Frank Ohme (GER) |
| 16:30 | Súmula | Pontuação por períodos: 3–3, 2–2, 4–4, 2–2 PEN: 3–4 |       |           | Marine Messe Fukuoka, Fukuoka Árbitros: Michiel Zwartt (NED) Frank Ohme (GER) |
| 16:30 | Súmula | Di Fulvio 3                                         | Gols  | Rašović 4 | Marine Messe Fukuoka, Fukuoka Árbitros: Michiel Zwartt (NED) Frank Ohme (GER) |

| 18:00 | Súmula | Hungria                                    | 13–12 | Estados Unidos | Marine Messe Fukuoka, Fukuoka Árbitros: Adrian-Tiberiu Alexandrescu (ROU) Vojin Putniković (SRB) |
| 18:00 | Súmula | Pontuação por períodos: 4–4, 3–1, 3–2, 3–5 |       |                | Marine Messe Fukuoka, Fukuoka Árbitros: Adrian-Tiberiu Alexandrescu (ROU) Vojin Putniković (SRB) |
| 18:00 | Súmula | Zalánki 6                                  | Gols  | Bowen 4        | Marine Messe Fukuoka, Fukuoka Árbitros: Adrian-Tiberiu Alexandrescu (ROU) Vojin Putniković (SRB) |

| 19:30 | Súmula | Espanha                                    | 7–6  | França              | Marine Messe Fukuoka, Fukuoka Árbitros: Georgios Stavridis (GRE) Raffaele Colombo (ITA) |
| 19:30 | Súmula | Pontuação por períodos: 1–2, 1–2, 2–1, 3–1 |      |                     | Marine Messe Fukuoka, Fukuoka Árbitros: Georgios Stavridis (GRE) Raffaele Colombo (ITA) |
| 19:30 | Súmula | Tahull 2                                   | Gols | Bouet, Crousillat 2 | Marine Messe Fukuoka, Fukuoka Árbitros: Georgios Stavridis (GRE) Raffaele Colombo (ITA) |

### Semifinais do 13º ao 16º lugares
| 09:00 | Súmula | Cazaquistão                                | 12–5 | China    | Marine Messe Fukuoka, Fukuoka Árbitros: Chisato Kurosaki (JPN) Vojin Putniković (SRB) |
| 09:00 | Súmula | Pontuação por períodos: 1–1, 4–0, 3–1, 4–3 |      |          | Marine Messe Fukuoka, Fukuoka Árbitros: Chisato Kurosaki (JPN) Vojin Putniković (SRB) |
| 09:00 | Súmula | Markovich 4                                | Gols | Xie Z. 3 | Marine Messe Fukuoka, Fukuoka Árbitros: Chisato Kurosaki (JPN) Vojin Putniković (SRB) |

| 10:30 | Súmula | Argentina                                  | 15–6 | África do Sul | Marine Messe Fukuoka, Fukuoka Árbitros: Nóra Debreceni (HUN) David Couper (NZL) |
| 10:30 | Súmula | Pontuação por períodos: 3–0, 4–2, 5–1, 3–3 |      |               | Marine Messe Fukuoka, Fukuoka Árbitros: Nóra Debreceni (HUN) David Couper (NZL) |
| 10:30 | Súmula | Camnasio 4                                 | Gols | Wheeler 2     | Marine Messe Fukuoka, Fukuoka Árbitros: Nóra Debreceni (HUN) David Couper (NZL) |

### Semifinais do 9º ao 12º lugares
| 12:00 | Súmula | Canadá                                     | 5–13 | Croácia        | Marine Messe Fukuoka, Fukuoka Árbitros: Veselin Mišković (MNE) Zhang Liang (CHN) |
| 12:00 | Súmula | Pontuação por períodos: 2–3, 1–3, 1–5, 1–2 |      |                | Marine Messe Fukuoka, Fukuoka Árbitros: Veselin Mišković (MNE) Zhang Liang (CHN) |
| 12:00 | Súmula | cinco jogadores 1                          | Gols | Butić, Lazić 3 | Marine Messe Fukuoka, Fukuoka Árbitros: Veselin Mišković (MNE) Zhang Liang (CHN) |

| 13:30 | Súmula | Austrália                                  | 16–15 | Japão            | Marine Messe Fukuoka, Fukuoka Árbitros: David Gómez (ESP) Darren Spiritsanto (USA) |
| 13:30 | Súmula | Pontuação por períodos: 5–3, 4–7, 4–3, 3–2 |       |                  | Marine Messe Fukuoka, Fukuoka Árbitros: David Gómez (ESP) Darren Spiritsanto (USA) |
| 13:30 | Súmula | Pavillard 4                                | Gols  | Adachi, Takata 4 | Marine Messe Fukuoka, Fukuoka Árbitros: David Gómez (ESP) Darren Spiritsanto (USA) |

### Semifinais do 5º ao 8º lugares
| 14:00 | Súmula | Montenegro                                 | 6–10 | Itália    | Marine Messe Fukuoka, Fukuoka Árbitros: Adrian-Tiberiu Alexandrescu (ROU) Tamás Kovács-Csatlós (HUN) |
| 14:00 | Súmula | Pontuação por períodos: 1–1, 1–3, 2–3, 2–3 |      |           | Marine Messe Fukuoka, Fukuoka Árbitros: Adrian-Tiberiu Alexandrescu (ROU) Tamás Kovács-Csatlós (HUN) |
| 14:00 | Súmula | Perković 3                                 | Gols | Damonte 3 | Marine Messe Fukuoka, Fukuoka Árbitros: Adrian-Tiberiu Alexandrescu (ROU) Tamás Kovács-Csatlós (HUN) |

| 15:30 | Súmula | Estados Unidos                                      | 16–18 | França                | Marine Messe Fukuoka, Fukuoka Árbitros: Michiel Zwartt (NED) David Gómez (ESP) |
| 15:30 | Súmula | Pontuação por períodos: 3–1, 3–3, 5–4, 2–5 PEN: 3–5 |       |                       | Marine Messe Fukuoka, Fukuoka Árbitros: Michiel Zwartt (NED) David Gómez (ESP) |
| 15:30 | Súmula | Bowen 5                                             | Gols  | Crousillat, Vernoux 3 | Marine Messe Fukuoka, Fukuoka Árbitros: Michiel Zwartt (NED) David Gómez (ESP) |

### Semifinais
| 17:00 | Súmula | Grécia                                     | 13–7 | Sérvia            | Marine Messe Fukuoka, Fukuoka Árbitros: Nenad Peris (CRO) Raffaele Colombo (ITA) |
| 17:00 | Súmula | Pontuação por períodos: 3–2, 3–0, 3–3, 4–2 |      |                   | Marine Messe Fukuoka, Fukuoka Árbitros: Nenad Peris (CRO) Raffaele Colombo (ITA) |
| 17:00 | Súmula | Argyropoulos, Kakaris 3                    | Gols | Jakšić, Rašović 2 | Marine Messe Fukuoka, Fukuoka Árbitros: Nenad Peris (CRO) Raffaele Colombo (ITA) |

| 18:30 | Súmula | Hungria                                    | 12–11 | Espanha          | Marine Messe Fukuoka, Fukuoka Árbitros: Boris Margeta (SLO) Frank Ohme (GER) |
| 18:30 | Súmula | Pontuação por períodos: 3–3, 1–3, 3–2, 5–3 |       |                  | Marine Messe Fukuoka, Fukuoka Árbitros: Boris Margeta (SLO) Frank Ohme (GER) |
| 18:30 | Súmula | Manhercz 3                                 | Gols  | três jogadores 2 | Marine Messe Fukuoka, Fukuoka Árbitros: Boris Margeta (SLO) Frank Ohme (GER) |

### Decisão do 15º lugar
| 09:00 | Súmula | China                                      | 16–8 | África do Sul        | Marine Messe Fukuoka, Fukuoka Árbitros: Germán Moller (ARG) Hélène Painchaud (CAN) |
| 09:00 | Súmula | Pontuação por períodos: 3–2, 4–2, 4–1, 5–3 |      |                      | Marine Messe Fukuoka, Fukuoka Árbitros: Germán Moller (ARG) Hélène Painchaud (CAN) |
| 09:00 | Súmula | Chen Z. 7                                  | Gols | Badenhorst, Howard 2 | Marine Messe Fukuoka, Fukuoka Árbitros: Germán Moller (ARG) Hélène Painchaud (CAN) |

### Decisão do 13º lugar
| 10:30 | Súmula | Cazaquistão                                | 7–11 | Argentina | Marine Messe Fukuoka, Fukuoka Árbitros: Marta Cabanas (ESP) Lee-Anne Stewart (RSA) |
| 10:30 | Súmula | Pontuação por períodos: 1–5, 1–1, 3–3, 2–2 |      |           | Marine Messe Fukuoka, Fukuoka Árbitros: Marta Cabanas (ESP) Lee-Anne Stewart (RSA) |
| 10:30 | Súmula | Markovich, Vuksanovich 2                   | Gols | Corsi 4   | Marine Messe Fukuoka, Fukuoka Árbitros: Marta Cabanas (ESP) Lee-Anne Stewart (RSA) |

### Decisão do 11º lugar
| 09:00 | Súmula | Canadá                                     | 11–23 | Japão   | Marine Messe Fukuoka, Fukuoka Árbitros: Vojin Putniković (SRB) Darren Spiritosanto (USA) |
| 09:00 | Súmula | Pontuação por períodos: 3–6, 3–6, 2–8, 3–3 |       |         | Marine Messe Fukuoka, Fukuoka Árbitros: Vojin Putniković (SRB) Darren Spiritosanto (USA) |
| 09:00 | Súmula | Djerkovic 3                                | Gols  | Inaba 5 | Marine Messe Fukuoka, Fukuoka Árbitros: Vojin Putniković (SRB) Darren Spiritosanto (USA) |

### Decisão do 9º lugar
| 10:30 | Súmula | Croácia                                    | 17–10 | Austrália | Marine Messe Fukuoka, Fukuoka Árbitros: Georgios Stavridis (GRE) Veselin Mišković (MNE) |
| 10:30 | Súmula | Pontuação por períodos: 3–2, 5–4, 6–2, 3–2 |       |           | Marine Messe Fukuoka, Fukuoka Árbitros: Georgios Stavridis (GRE) Veselin Mišković (MNE) |
| 10:30 | Súmula | Vukičević 5                                | Gols  | Poot 3    | Marine Messe Fukuoka, Fukuoka Árbitros: Georgios Stavridis (GRE) Veselin Mišković (MNE) |

### Decisão do 7º lugar
| 11:30 | Súmula | Montenegro                                          | 15–17 | Estados Unidos | Marine Messe Fukuoka, Fukuoka Árbitros: Matan Schwartz (ISR) Zhang Liang (CHN) |
| 11:30 | Súmula | Pontuação por períodos: 3–3, 4–4, 3–3, 2–2 PEN: 3–5 |       |                | Marine Messe Fukuoka, Fukuoka Árbitros: Matan Schwartz (ISR) Zhang Liang (CHN) |
| 11:30 | Súmula | três jogadores 2                                    | Gols  | Hallock 4      | Marine Messe Fukuoka, Fukuoka Árbitros: Matan Schwartz (ISR) Zhang Liang (CHN) |

### Decisão do 5º lugar
| 16:30 | Súmula | Itália                                     | 16–9 | França       | Marine Messe Fukuoka, Fukuoka Árbitros: Tamás Kovács-Csatlós (HUN) Veselin Mišković (MNE) |
| 16:30 | Súmula | Pontuação por períodos: 1–2, 3–2, 7–3, 5–2 |      |              | Marine Messe Fukuoka, Fukuoka Árbitros: Tamás Kovács-Csatlós (HUN) Veselin Mišković (MNE) |
| 16:30 | Súmula | Di Fulvio 5                                | Gols | Crousillat 3 | Marine Messe Fukuoka, Fukuoka Árbitros: Tamás Kovács-Csatlós (HUN) Veselin Mišković (MNE) |

### Disputa pelo bronze
| 13:00 | Súmula | Sérvia                                     | 6–9  | Espanha    | Marine Messe Fukuoka, Fukuoka Árbitros: Frank Ohme (GER) Raffaele Colombo (ITA) |
| 13:00 | Súmula | Pontuação por períodos: 3–3, 2–3, 0–2, 1–1 |      |            | Marine Messe Fukuoka, Fukuoka Árbitros: Frank Ohme (GER) Raffaele Colombo (ITA) |
| 13:00 | Súmula | Rašović 3                                  | Gols | Granados 3 | Marine Messe Fukuoka, Fukuoka Árbitros: Frank Ohme (GER) Raffaele Colombo (ITA) |

### Final
| 18:00 | Súmula | Grécia                                              | 13–14 | Hungria             | Marine Messe Fukuoka, Fukuoka Árbitros: Michiel Zwartt (NED) Vojin Putniković (SRB) |
| 18:00 | Súmula | Pontuação por períodos: 2–4, 2–1, 3–2, 3–3 PEN: 3–4 |       |                     | Marine Messe Fukuoka, Fukuoka Árbitros: Michiel Zwartt (NED) Vojin Putniković (SRB) |
| 18:00 | Súmula | Genidounias 4                                       | Gols  | Manhercz, Zalánki 3 | Marine Messe Fukuoka, Fukuoka Árbitros: Michiel Zwartt (NED) Vojin Putniković (SRB) |

## Classificação final
| Posição           | Seleção        |
| ----------------- | -------------- |
| Medalha de ouro   | Hungria        |
| Medalha de prata  | Grécia         |
| Medalha de bronze | Espanha        |
| 4                 | Sérvia         |
| 5                 | Itália         |
| 6                 | França         |
| 7                 | Estados Unidos |
| 8                 | Montenegro     |
| 9                 | Croácia        |
| 10                | Austrália      |
| 11                | Japão          |
| 12                | Canadá         |
| 13                | Argentina      |
| 14                | Cazaquistão    |
| 15                | China          |
| 16                | África do Sul  |

| Polo aquático no Campeonato Mundial de Esportes Aquáticos de 2023 - Masculino |
| ----------------------------------------------------------------------------- |
| Hungria Campeã (4° título)                                                    |